# SN 1998ch
SN 1998ch – supernowa typu II odkryta 18 maja 1998 roku w galaktyce A132913-2917. W momencie odkrycia miała maksymalną jasność 20,30m.